# Tiago Alexandre Mendes Alves
Tiago Alexandre Mendes Alves (sinh ngày 19 tháng 6 năm 1996 ở Coimbra) là một cầu thủ bóng đá người Bồ Đào Nha thi đấu cho Salgueiros, ở vị trí tiền đạo.

## Sự nghiệp câu lạc bộ
Vào ngày 31 tháng 7 năm 2016, Alves có màn ra mắt cho Varzim trong trận đấu tại Cúp Liên đoàn bóng đá Bồ Đào Nha 2016–17 trước Olhanense.